# John Henry Johnson
John Henry Johnson (Waterproof, 24 novembre 1929 – Tracy, 3 giugno 2011) è stato un giocatore di football americano statunitense che ha giocato nel ruolo di fullback nella National Football League (NFL) e nella American Football League (AFL). Al college ha giocato a football all’Università statale dell'Arizona. È stato inserito nella Pro Football Hall of Fame nel 1987.

## Carriera professionistica
Johnson fu scelto nel corso del secondo giro (18º assoluto) del Draft NFL 1953 ma nella sua prima stagione giocò con i Calgary Stampeders della Western Interprovincial Football Union in cui fu premiato come miglior giocatore della lega. Passato l'anno successivo ai San Francisco 49ers, divenne membro del "Million Dollar Backfield", attualmente l'unico reparto sulle corse in cui tutti i membri sono stati inseriti nella Pro Football Hall of Fame. All'epoca del ritiro, John si trovava al quarto posto nella classifica delle yard corse in carriera, dietro solamente a Jim Brown, Jim Taylor e all'ex compagno nel  "Million Dollar Backfield" Joe Perry. Attualmente occupa ancora il quarto posto nelle yard corse della storia della franchigia degli Steelers, dietro solamente a Franco Harris, Jerome Bettis e Willie Parker.

## Palmarès
- Campione NFL (1957)
- (4) Pro Bowl (1954, 1962, 1963, 1964)
- (2) All-Pro (1954, 1962)
- Pro Football Hall of Fame (classe del 1987)

## Statistiche
| Yard corse         | 6.803 |
| Touchdown su corsa | 48    |